# 越南牡荆
越南牡荆（学名：Vitex tripinnata）为马鞭草科牡荆属下的一个种。

## 扩展阅读
- 維基物種上的相關：越南牡荆